# 立野町 (練馬区)
立野町（たてのちょう）は、東京都練馬区の町名。「丁目」の設定のない単独町名である。住居表示実施済区域。

## 地理
練馬区の最南部に位置する。北部から東部にかけて練馬区関町南と一部が杉並区善福寺、南部から西部にかけて武蔵野市吉祥寺東町、吉祥寺北町とそれぞれ接している。吉祥寺通り沿いに商店が見られるが、主に住宅地として利用されている。

### 河川

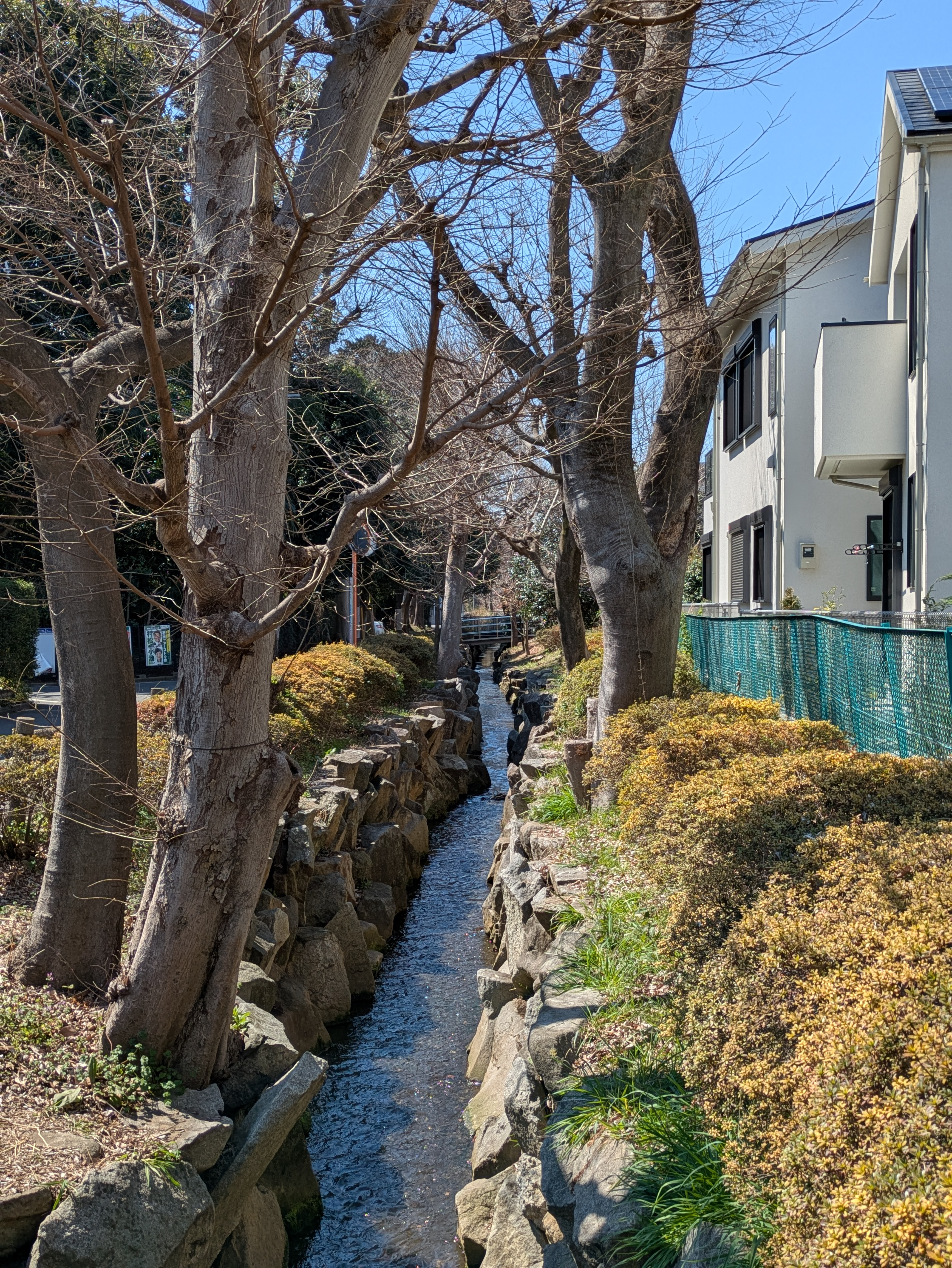
千川上水　立野町付近

- 千川上水 --- 街区北部を東西に渡り流路を形成している。ただし境界線と一致せず。

### 地価
住宅地の地価は、2025年（令和7年）1月1日の公示地価によれば、立野町29-6の地点で45万4000円/m2となっている。

## 歴史

### 地名の由来
武蔵国豊島郡上石神井村の南西部にあたる字「立野」であり、「たちの」と読んだ。現在の練馬区上石神井一丁目・四丁目の位置に本村があり、そこから少し離れた開墾地（飛地）も立野と呼ばれるようになった。現在の立野町はその飛地の方である。なお、千川通りに「立野橋」という交差点があるが、これは上石神井村字立野で千川上水に架けられた橋の名であり、かつての本村がこの付近にあった名残である。

### 沿革
- 江戸時代は武蔵国豊島郡関村の小名関原、および上石神井村の小名立野の飛地に相当。[7]
- 1889年（明治22年）5月1日 - 町村制施行により関村と上石神井村は東京府北豊島郡石神井村大字関甲と上石神井となり、立野町は大字関甲字須崎および大字上石神井立野飛地にほぼ相当する。[8]
- 1932年（昭和7年）10月1日 - 東京府東京市板橋区石神井立野町となる。[8]
- 1949年（昭和24年） - 石神井立野町が東京都練馬区立野町となる[6]。
- 1984年（昭和59年）6月1日 - 住居表示の実施。このとき関町四丁目の一部が編入された。

## 世帯数と人口
2025年（令和7年）4月1日現在（練馬区発表）の世帯数と人口は以下の通りである。
- 世帯数 : 2,573世帯
- 人口 : 5,556人

### 人口の変遷
国勢調査による人口の推移。
| 年                 | 人口  |
| ------------------ | ----- |
| 1995年（平成7年）  | 3,585 |
| 2000年（平成12年） | 4,278 |
| 2005年（平成17年） | 4,323 |
| 2010年（平成22年） | 4,888 |
| 2015年（平成27年） | 4,992 |
| 2020年（令和2年）  | 5,341 |

### 世帯数の変遷
国勢調査による世帯数の推移。
| 年                 | 世帯数 |
| ------------------ | ------ |
| 1995年（平成7年）  | 1,603  |
| 2000年（平成12年） | 1,878  |
| 2005年（平成17年） | 1,989  |
| 2010年（平成22年） | 2,222  |
| 2015年（平成27年） | 2,204  |
| 2020年（令和2年）  | 2,429  |

## 学区
区立小・中学校に通う場合、学区は以下の通りとなる（2022年7月現在）。
- 区域 : 
  - 小学校 : 練馬区立立野小学校
  - 中学校 : 練馬区立石神井西中学校

## 交通

### 鉄道
| バス移動等で利用可能の駅 |
| --- |
| 西武池袋線 - 大泉学園駅(SI 11) 石神井公園駅(SI 10) 西武新宿線 - 武蔵関駅(SS 14) 上石神井駅(SS 13) JR中央線 JR中央・総武線各駅停車 京王井の頭線 - 吉祥寺駅(JC 11)(JB 02)(IN 17) |

### バス
- 西武バス上石神井営業所の運行路線あり。
- 関東バス青梅街道営業所の運行路線あり。

### 道路
町域東端（南部では中央）を吉祥寺通りが南北に縦貫している。

## 事業所
2021年（令和3年）現在の経済センサス調査による事業所数と従業員数は以下の通りである。
- 事業所数 : 75事業所
- 従業員数 : 616人

### 事業者数の変遷
経済センサスによる事業所数の推移。
| 年                 | 事業者数 |
| ------------------ | -------- |
| 2016年（平成28年） | 67       |
| 2021年（令和3年）  | 75       |

### 従業員数の変遷
経済センサスによる従業員数の推移。
| 年                 | 従業員数 |
| ------------------ | -------- |
| 2016年（平成28年） | 482      |
| 2021年（令和3年）  | 616      |

## 施設
- 練馬区立立野公園 - 中央大学吉祥寺運動場跡地を公園化したもの。
- 練馬区立立野小学校
- 関東バス寮
- コープ関町店

## その他

### 日本郵便
- 郵便番号 : 177-0054[3]（集配局 : 石神井郵便局[18]）。